# Gorgone tenebrifica
Gorgone tenebrifica är en fjärilsart som beskrevs av Walker 1865. Gorgone tenebrifica ingår i släktet Gorgone och familjen nattflyn. Inga underarter finns listade i Catalogue of Life.